# Boîte à gants (laboratoire)
Pour les articles homonymes, voir Boîte et Boîte à gants.

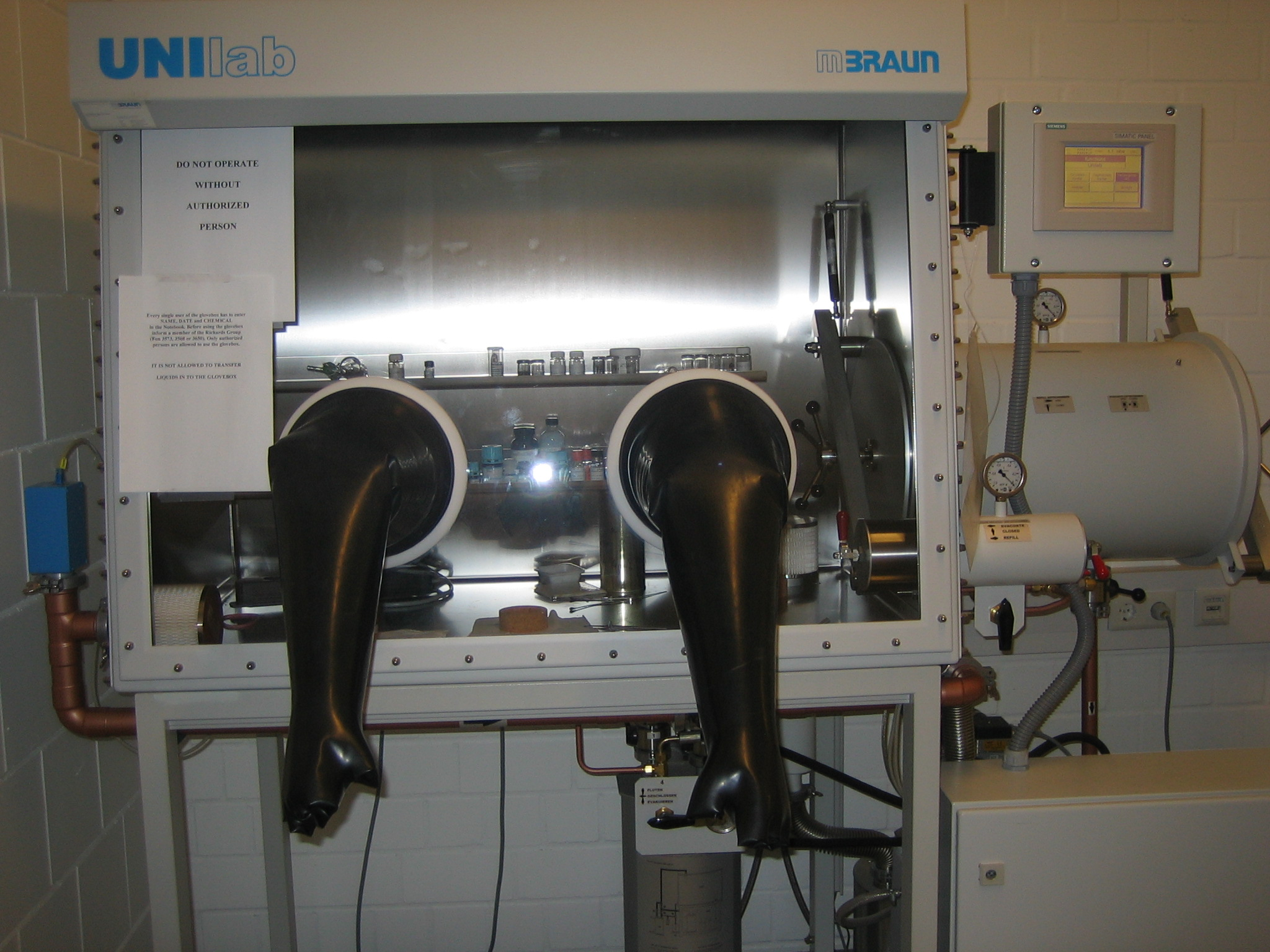
boîte à gants avec un sas d'entrée sur le côté à droite

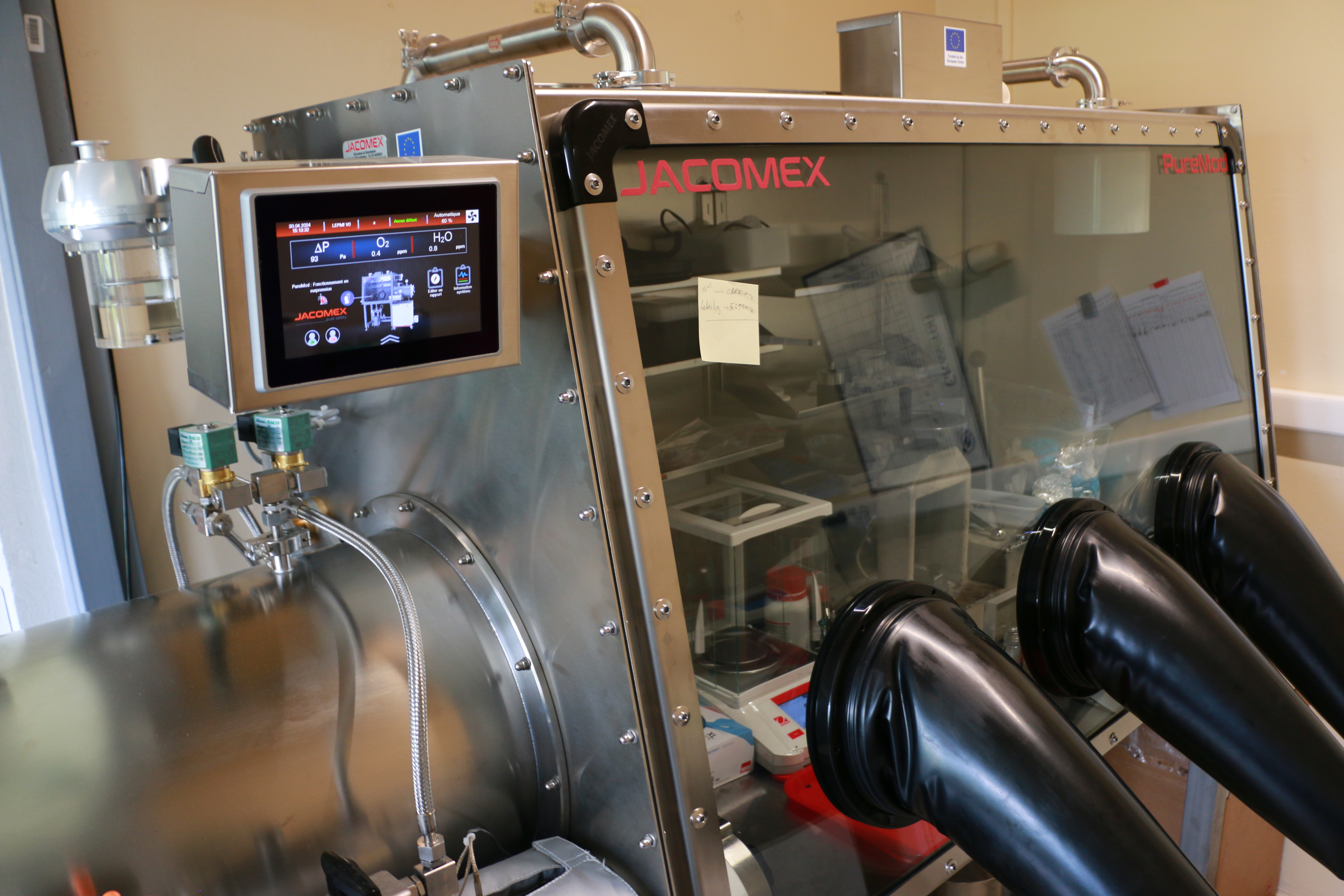
Boîte à gants avec une interface de contrôle

Une boîte à gants est une enceinte étanche qui permet des manipulations dans une atmosphère particulière. Des gants montant jusqu'aux épaules, fixés à une des parois, permettent d'accéder à l'intérieur sans que le confinement cesse. L'utilisateur place ses mains dans les gants et voit alors ses manipulations à travers la paroi transparente. 
Deux types existent selon qu'il s'agit de manipuler :
- de substances dangereuses, par exemple des agents pathogènes ou du matériel radioactif .
- de produits à conserver dans une atmosphère extrêmement pure, typiquement d'argon ou d'azote. On peut aussi travailler sous vide.

## Confinement en atmosphère inerte
L'argon dans une boîte à gants est pompé à travers une série de dispositifs qui le débarrasse des traces de solvants, d'eau et d'oxygène. Pour cela, du cuivre finement divisé et chauffé (ou un autre métal) est souvent utilisé pour enlever l'oxygène dans une colonne. On régénère cette colonne en passant un mélange hydrogène/azote et en chauffant. Pour enlever l'eau de l'azote, il est courant d'employer un tamis moléculaire, dont les pores piègent l'eau.
Les boîtes à gants dotés d'une atmosphère inerte sont utiles aux chimistes organométalliques pour transférer des solides séchés d'un container à un autre. Une rampe à vide est une alternative à l'utilisation de boite à gants dans ce cas.
Par contre, les solvants organiques peuvent attaquer les joints en plastique, ce qui constitue une menace pour le confinement. Il est également possible que l'oxygène et l'eau diffusent à travers les gants. Les boîtes à gants sous atmosphère inerte sont souvent maintenues à une pression supérieure à la pression atmosphérique, ainsi les petites fuites s'effectuent de l'intérieur vers l'extérieur et les substances à protéger à l'intérieur sont préservées.

## Confinement de substances dangereuses
Au Laboratoire national de Rocky Flats, qui n'est plus en activité, la production d'équipements nécessitait de relier des boîtes à gants en inox de 20 mètres de long, qui contenaient le matériel nécessaire à la fabrication des cœurs d’ogives nucléaires au plutonium. Les gants étaient recouverts de plomb. Des fenêtres en plexiglas et des protections contre les radiations des neutrons, à base de fibres de bois et de plastique étaient employés.
Les boîtes à gants sont aussi employés en biologie pour manipuler des agents pathogènes. Dans ces cas-là, les boîtes sont maintenues à une pression inférieure à la pression atmosphérique pour éviter une contamination du milieu extérieur. De plus, les filtres HEPA sont fort utilisés pour leur efficacité.